# Centaurea blancheana
Centaurea blancheana là một loài thực vật có hoa trong họ Cúc. Loài này được Mouterde mô tả khoa học đầu tiên năm 1973.